# Bandeiras (Osasco)
Bandeiras  é um bairro localizado no município de  Osasco, São Paulo, Brasil. Sendo delimitado a Norte e a Leste pelo bairro Padroeira  ; ao Sul com os bairros Conjunto  Metalúrgicos e Jardim Veloso; a Oeste, pela divisa com o Município de Carapicuíba. Os loteamentos do bairro são: Jardim Iguassú; Jardim das Bandeiras; Jardim Joelma; Vila Maria; Cipava II; Jardim dos Autonomistas; Jardim Primavera e Jardim Nogueira.

## Vias Principais
- Avenida Benedito Alves Turíbio[1]
- Rua Juan Vicente

## Transportes
- Terminal Rodoviário Jardim Veloso

## Dados da segurança pública do bairro
| Ocorrências de 2004                    | Números | Porcentagem % |
| -------------------------------------- | ------- | ------------- |
| Homicídio culposo – delito de trânsito | 1       | 1,82          |
| Homicídio doloso                       | 3       | 1,20          |
| Tentativa de homicídio doloso          | 3       | 1,20          |
| Estupro                                | 1       | 0,40          |
| Tráfico de entorpecentes               | 1       | 1,82          |
| Furto                                  | 25      | 45,45         |
| Roubo                                  | 13      | 23,64         |
| Roubo de veículos                      | 6       | 10,91         |
| Furto de veículos                      | 9       | 16,36         |
| Total Ocorrências                      | 55      | 100,0         |

Fonte - Secretaria de Gestão Estratégica – Pesquisa - 2005

## Educação
- EMEI Professor Antônio Paulino Ribeiro
- EMEF Oscar Pennacino
- EE Tarsila do Amaral
- EE Diretor Ricardo Genesio da Silva (antigo Jardim Cipava II-A)[3]
- Colégio Cecília Meireles[1]